# シェップ・ゴードン
シェップ・ゴードン (1946年生まれ) はアメリカの マネージャー, ハリウッド のプロデューサー。 シェップは2016年日本公開の マイク・マイヤーズ初監督 ドキュメンタリー スーパーメンチ-時代をプロデュースした男-にてフィーチャーされている。

## 来歴
1946年にニューヨーク・クイーンズ区に生まれる。 シェップの人柄の良さ、フレンドリーさは有名であり、ダライ・ラマ14世と親交を深め、2006年ニューヨーク州立大学バッファロー校をともに訪れた。
ゴードンはユダヤ人の生まれながら、仏教に傾倒. 現在は熱心な仏教信者だが、ユダヤ教の祭日であるペサハは従弟のジェシー・シャピロと祝い続けている。ゴードンは1968年にニューヨーク州立大学バッファロー校 (UB) にて社会学の学位を取得。その後 ロサンゼルスへと移る。
1968年に ジミ・ヘンドリックス、ジャニス・ジョプリン、アリス・クーパーらと偶然知り合うことで音楽業界に進出。 その後アリス・クーパーののマネージャーになり、次々と アン・マレー、ブロンディ、テディ・ペンダーグラス、ルーサー・ヴァンドロスのようなセレブたちと仕事をすることになる。
1980年3月2日にロサンゼルスにてマルゼラ・ハンソンと結婚するものの、のちに離婚した。 

## 作品
シェップ・ゴードンは映画プロデューサーとしてデュエリスト/決闘者や蜘蛛女のキスをはじめ、数多くの作品に参加。その後はアメリカでのインディペンデント映画の先駆けであるAlive Filmsを設立。
その後「アライブ・キュリナリー・リソーセズ」を設立し、カリスマシェフを誕生させた。
アリス・クーパーの街として知られているフェニックスにあるスポーツバーをはじめ、多くのレストランを経営している。

## フィルモグラフィ
- スーパーメンチ　-時代をプロデュースした男！- (2013)	出演
- 光る眼 (1995)	製作総指揮
- アメリカンレガシー (1992)	製作総指揮
- クール・アズ・アイス (1991)	製作総指揮
- 壁の中に誰かがいる (1991)	製作総指揮
- ショッカー (1989)	製作総指揮
- ファーノース (1988)	製作総指揮
- デスティニー／愛は果てしなく (1988)	製作総指揮
- モダーンズ (1988)	製作総指揮
- ゼイリブ (1988)	製作総指揮
- 八月の鯨 (1987)	製作総指揮
- パラダイム (1987)	製作総指揮
- チューズ・ミー (1984)	製作総指揮